# 深中路
深中路（Shenzhong Rd.）是高雄市燕巢區的東西向重要幹道，本道路亦經深水地區、高應大及高師大燕巢校區，屬台22線旗楠公路。起端銜接深興路，末端於高師大路口續接深水路往里嶺大橋至屏東縣里港鄉。為北高雄市、屏東縣兩地之間往來長途重要路段之一。

## 行經行政區域
- 燕巢區

## 沿線設施
（由西至東）
- 深水社區
- 高雄應用科技大學燕巢校區
- 高雄市燕巢區深水國小
- 普陀山觀音禪寺
- 高雄師範大學燕巢校區

## 公車資訊
- 高雄客運
  - 97 捷運都會公園站－樹德科技大學－高雄師範大學燕巢校區
  - 8023 高雄火車站－楠梓－旗山
  - 8029 高雄火車站－楠梓－旗山－甲仙－梅山口
- 港都客運
  - 7 加昌站－樹德科技大學－高雄師範大學燕巢校區